# Super Remix
Super Remix är det första remixalbumet av den italienska pop-artisten Sabrina Salerno, utgivet av Casablanca Records år 1990.
En version av singeln "Gringo" finnes på detta album, vilket innebär att "Super Remix" är enda albumet som innehåller denna låt.

## Låtlista
1. The Sexy Girl Mix for Boys and Hot Girls – 6:39
2. Doctor's Orders (Extended Remix) – 5:02
3. My Chico (P.W.L. Mix) – 6:10
4. Sex (Remix) – 3:58
5. Like a Yo-Yo (P.W.L. Mix) – 6:30
6. Guys and Dolls (Extended Remix) – 5:06
7. All of Me (Boy Oh Boy) (P.W.L. Remix) – 6:00
8. Gringo (Extended Remix) – 5:00